# Okres Kielce
Okres Kielce (polsky Powiat kielecki) je okres v polském Svatokřížském vojvodství. Rozlohu má 2 246,07 km² a v roce 2019 zde žilo 211 259 obyvatel. Sídlem správy okresu je město Kielce, které však není jeho součástí, ale tvoří samostatný městský okres.

## Gminy
Městsko-vesnické:
- Bodzentyn
- Chęciny
- Daleszyce
- Chmielnik
- Łagów
- Łopuszno
- Morawica
- Nowa Słupia
- Piekoszów
- Pierzchnica

Vesnické:
- Bieliny
- Górno
- Masłów
- Miedziana Góra
- Mniów
- Nowiny
- Raków
- Strawczyn
- Zagnańsk

## Města
- Bodzentyn
- Chęciny
- Daleszyce
- Chmielnik
- Łagów
- Łopuszno
- Morawica
- Nowa Słupia
- Piekoszów
- Pierzchnica

## Sousední okresy
| Růžice kompasu | Końskie    | Skarżysko     | Starachowice     | Růžice kompasu |
| Růžice kompasu | Włoszczowa | Sever         | Ostrowiec Opatów | Růžice kompasu |
| Růžice kompasu | Włoszczowa | Okres Kielce  | Ostrowiec Opatów | Růžice kompasu |
| Růžice kompasu | Włoszczowa | Jih           | Ostrowiec Opatów | Růžice kompasu |
| Růžice kompasu | Jędrzejów  | Pińczów Busko | Staszów          | Růžice kompasu |